# شامب سامرز
شامب سامرز (بالإنجليزية: Champ Summers)‏ هو لاعب كرة قاعدة أمريكي، ولد في 15 يونيو 1946 في بريميرتون في الولايات المتحدة، وتوفي في 11 أكتوبر 2012 في أوكالا في الولايات المتحدة بسبب سرطان الكبد.

## وصلات خارجية
- شامب سامرز على موقعبيزبول رفرنس.كوم (الدوري الرئيسي) (الإنجليزية)
- شامب سامرز على موقعبيزبول رفرنس.كوم (الدوري الثانوي) (الإنجليزية)